# Lymantria chroma
Lymantria chroma är en fjärilsart som beskrevs av Collenette 1947. Lymantria chroma ingår i släktet Lymantria och familjen tofsspinnare. Inga underarter finns listade i Catalogue of Life.